# جوردون إنجلاند
غوردون إنغلاند (بالإنجليزية: Gordon R. England) (و. 1937 – م) هو سياسي من الولايات المتحدة الأمريكية ولد في بالتيمور، ماريلاند.
تولى منصب الأمين العام (2003-10-01–2006-01-03)، والأمين العام (2001-05-24–2003-01-24) .

## التعليم
تعلم في جامعة ميريلاند (كوليج بارك).